# Autódromo Hermanos Rodríguez
O Autódromo Hermanos Rodríguez é uma pista de automobilismo situada na Cidade do México. Tem 4.304 km (2.674 mi) e fez parte do calendário da Fórmula 1 sediando quinze edições do Grande Prêmio do México de 1963 a 1992, com interrupções de 1971 a 1985. Voltou à categoria em 2015, com mudanças em seu traçado original, principalmente na célebre curva "Peraltada".
O nome do circuito homenageia os irmãos Rodríguez (Ricardo e Pedro, falecidos em 1962 e 1971, respectivamente). Foi na pista mexicana, que em 1986 o austríaco Gerhard Berger conquistou sua primeira vitória na categoria e o alemão Michael Schumacher obteve o primeiro pódio na carreira com o 3º lugar na prova de 1992 (última vez que sediou a prova).
Fez parte do calendário da Champ Car e também da NASCAR. Serviu de cenário para a novela Carrusel, onde os personagens Cirilo e Jorge se enfrentaram em uma corrida.

## História

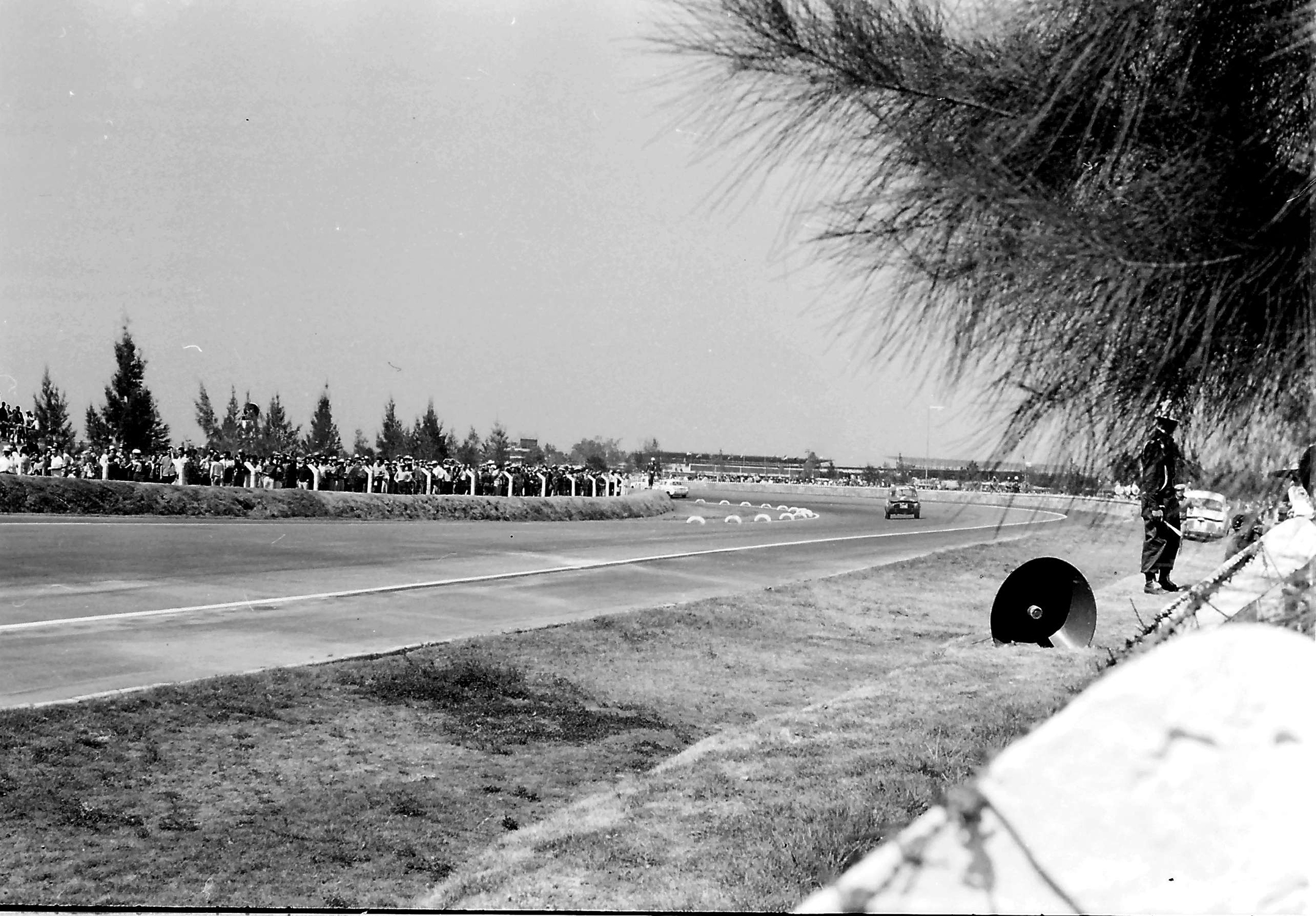
O autódromo em 1962.

Em 1956, políticos das instâncias municipal e federal iniciaram a construção de um complexo conhecido como Ciudad Deportiva Magdalena Mixiuhca, localizado no bairro homônimo da região nordeste da Cidade do México. A intenção era ter um espaço público para o desenvolvimento de atividades esportivas, culturais e sociais para a população e também um local para a realização de grandes eventos. O tal complexo impressionava pela grandeza: 30 campos de futebol (um deles sediava o time feminino do Estrellas DF), 10 de beisebol (um deles é a sede do Diablos Rojos), um anfiteatro para grandes shows, um enorme ginásio para a realização de provas olímpicas e, posteriormente, uma pista para corridas.
Adolfo Lopez Mateos, presidente mexicano, que tomou posse em 1º de dezembro de 1958, foi o idealizador do circuito. Ele sugeriu a utilização de algumas estradas internas do complexo esportivo para corridas de carros e bicicletas.
Don Pedro Rodríguez, pai dos famosos pilotos mexicanos Pedro Rodríguez e Ricardo Rodríguez - que dão nome ao circuito - foi o diretor escolhido pelo presidente para dar andamento ao projeto. Pedro, então, sugeriu que se utilizassem as estradas de comunicação interna do complexo para criar uma pista de corridas, e o diretor de obras do governo da cidade, o engenheiro Gilberto Valenzuela, foi incumbido de projetar a pista. Gilberto Valenzuela, então, passou a visitar várias pistas no mundo e com o apoio da família Rodriguez criou um projeto de classe mundial para a pista. Don Pedro Rodríguez apenas lhe recomendou que a pista tivesse uma parte oval, como a de Monza.
O Autódromo Magdalena Mixhuca foi concluído em 1959. A corrida inaugural do Autódromo aconteceu em 20 de dezembro de 1959, com as 500 milhas da Cidade do México, vencida por Pedro Rodríguez e seu irmão Ricardo em terceiro e separados por Moisés Solana, o grande impulsionador da  Fórmula 1 nos 60 no México.
Numa corrida extra-campeonato de Formula 1 (ou seja, que não valia pontos para o campeonato), ocorrida em 1962, Ricardo Rodríguez, pilotando a Lotus de Rob Walker (A Ferrari, sua equipe, não quis viajar já que a corrida não pontuava no Mundial), errou na traiçoeira curva Peraltada e sofreu um violento acidente no primeiro treino livre, falecendo no local. A direção do então Autódromo Magdalena Mixhuca decidiu homenageá-lo, renomeando o autódromo para Autódromo Ricardo Rodriguez.

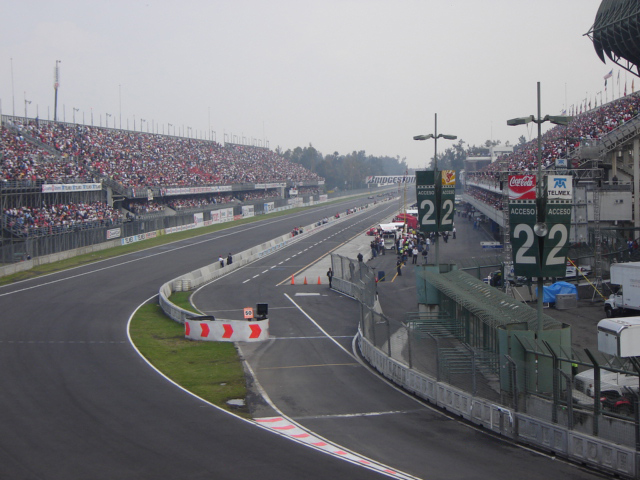
Reta principal do circuito.

Apesar do acidente, o povo da Europa gostou do circuito e o México foi agraciado com uma etapa no calendário oficial da Fórmula 1 a partir de 1963, tendo como vencedor o britânico Jim Clark. A partir do ano seguinte, o país passou a sediar a última etapa do calendário, ininterruptamente, até 1970. Graças a  isso, presenciou três decisões de título e a coroação de campeões mundiais como John Surtees (1964), Denny Hulme (1967) e Graham Hill (1968).
Construído sobre um pântano, a superfície não era estável o suficiente, o que resultava em inúmeras e enormes ondulações por toda a pista. Isso estava resultando em algumas mortes. Além disso, em 1970, houve um tumulto causado por superlotação e invasão de pista. Assim, a Fórmula 1 resolveu cancelar o Grande Prêmio do México a partir de 1971 (A F-1 só voltaria a a sediar um GP F-1 entre os anos de 1986 e 1992).
Em 1971, em um acidente durante uma competição de carros de turismo, na Alemanha, Pedro Rodríguez, que vivia seu auge na Fórmula 1, morreu. Sua morte comoveu o país e fez com que o então presidente mexicano Luis Echeverría incluísse seu nome no Autódromo Ricardo Rodriguez, que acabou se tornando Autódromo Hermanos Rodríguez. Devido à morte, o patrocinador do Grande Prêmio do México achava inútil a realização das corridas no autódromo devido à falta de pilotos mexicanos na categoria, o que levou o cancelamento da corrida naquele ano. 
Com isso, o autódromo entrou em estado de abandono por 8 anos, provocando rachaduras nas arquibancadas e no asfalto da pista até que em 1980, ele foi reformado pela primeira vez, perdendo o trecho original da Horquilla, usado pela CART na primeira metade da década de 80. Em 1985, empreenderam uma outra grande reforma, mudando a primeira curva e ampliando o trecho que sucede o "Esse do Lago". No ano seguinte, a FIA gostou do que viu e o México foi recolocado no calendário da F-1 até 1992, quando devido ao baixo número de espectadores e aos baixos lucros, a categoria saiu do México até o ano de 2015. 
Com isso, o autódromo voltou ao estado de abandono por uma década, até que em 2002, o autódromo voltava a receber uma categoria relevante no automobilismo, dessa vez, a CART (que passou a ser chamar de Champ Car no ano seguinte) voltou a usar o autódromo até a extinção da categoria de monopostos norte-americano em 2007. Desta vez, eles usaram o circuito com uma chicane dentro do Estádio Foro Sol onde ficava a antiga curva Peraltada. Posteriormente, a Fórmula Indy usou o autódromo para receber a etapa mexicana da categoria de 2008 à 2014.

### O circuito

Traçado original do antigo Autódromo Magdalena Mixhuca, usado de 1962 a 1970.

O Autódromo Magdalena Mixhuca, concluído em 1959, teve como traçado principal (que corre no sentido horário) uma extensão de em 5 milhas, mas a pista oferecia muitas possibilidades, incluindo configurações de 4 e 4,5 km, Oval de 1 milha, e até uma pista de kart de 1 km. A pista original possuia uma reta principal, que é uma das maiores dos circuitos internacionais com pouco mais de um quilômetro de extensão, e tem os boxes e paddock antes do inicio da reta.

### Curva Peraltada
A "Curva Peraltada" é uma longa curva de 180º que dá entrada para a reta principal do Autódromo. Ela tem um número indecente de bumps, um raio variável e uma inclinação de 15°. Após o acidente com Ricardo Rodríguez, em 1962, sua inclinação foi reduzida para 9°. Em 1994, após o acidente fatal de Ayrton Senna, sua inclinação foi novamente reduzida, desta vez para 3°.
O nome da curva vem da palavra espanhola peralte, que designa a inclinação das curvas. “Peraltada”, portanto, significa “inclinada”.
Ela é conhecida por ser uma das mais míticas - e perigosas - da Fórmula 1, pois os carros passam por ela a quase 300 quilômetros por hora. Depois de sairem das curvas 12 e 13, também conhecidas como "Esses", os pilotos entram numa reta chamada "Recta del Ovalo", atingindo mais de 300km/h. De repente aparece a Curva Peraltada, que lembra muito a Curva Parabólica, do Circuito de Monza.
Dentro de seu arco já existiu um estádio de beisebol.

#### Estádio de beisebol

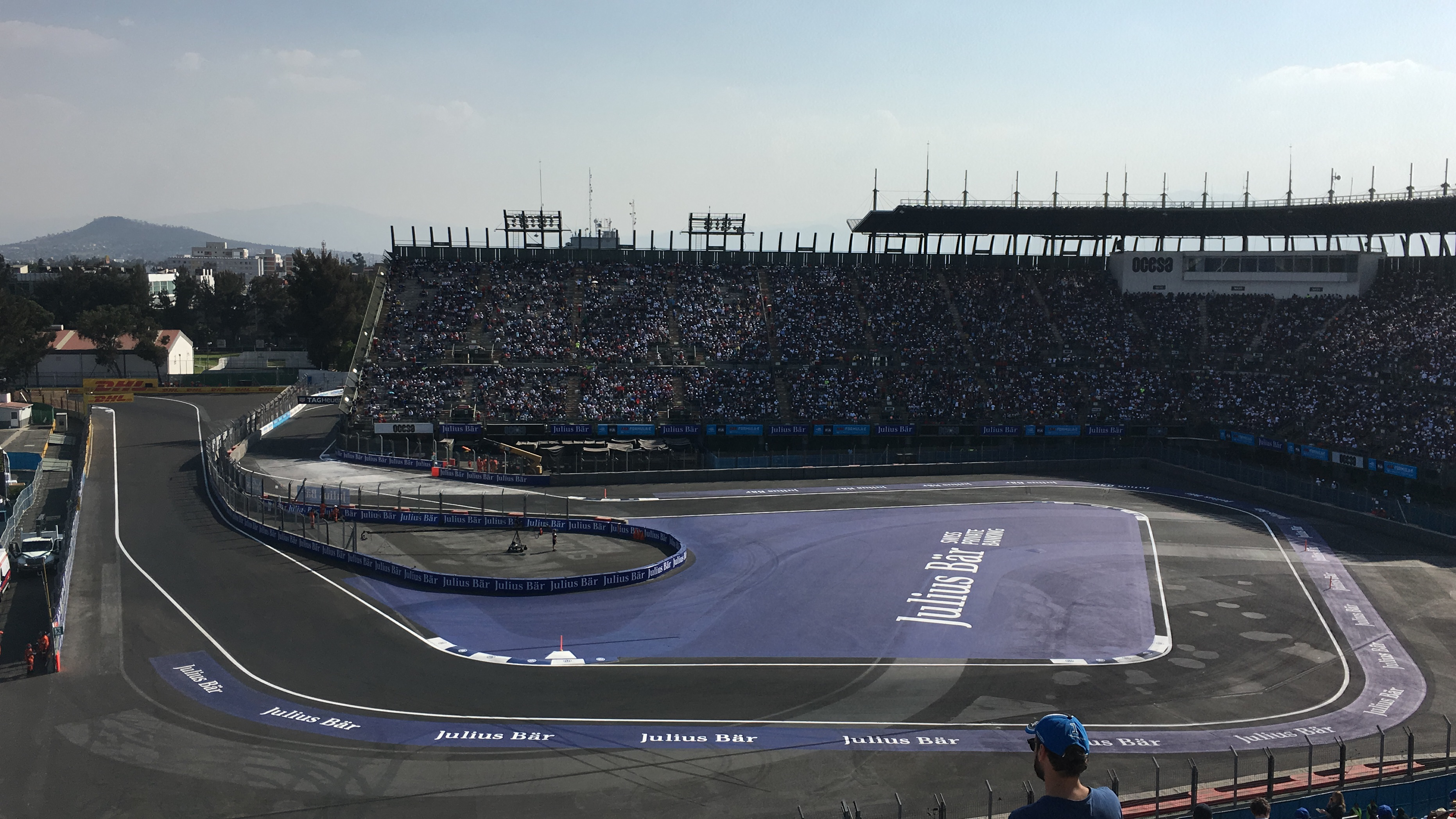
Estádio Foro Sol durante uma corrida.

O Estádio de Beisebol que foi construído dentro do arco da Curva Peraltada se chama Foro Sol. Ele é a casa do Diablos Rojos, que faz parte do Campeonato Mexicano de Beisebol.
Além disso, ele também já serviu como um anfiteatro, em que os maiores fenômenos musicais do mundo já tocaram.

#### Reforma de 2013

Traçado utilizado pela Fórmula E.

Várias de suas curvas foram estreitadas para ampliar as áreas de escape. Os desafiantes ESSES em alta velocidade no meio da volta também foram alterados, em parte, para também beneficiar maiores áreas de escape, mas ainda permaneceram como uma das seções mais rápidas da pista.
Além do recapeamento e de reformas variadas, o circuito ganhou uma espécie de “estádio”. O estádio de beisebol foi excluído do circuito, que recebeu um pedaço de pista.
O projeto prevê que a clássica curva Peraltada, em formato de “U”, seja modificada e tenha um miolo de curvas fechadas envolto por arquibancadas. A remodelação da pista ficou a cargo do projetista Hermann Tilke. Sobre a exclusão da curva Peraltada, ele deu a seguinte explicação:
| “ | “Nós simplesmente não tínhamos espaço do lado externo daquela curva para ter a área de escape exigida. E a curva é tão veloz que isso é absolutamente indispensável para a segurança. Outra ideia era manter a curva e movê-la para dentro, como já fizemos em outros circuitos. Mas o estádio nos limitou.” | ” |

Essa nova curva projetada no lugar da antiga Peraltada recebeu o nome de Nigel Mansell. Os organizadores da prova resolveram homenageá-lo por conta de uma épica ultrapassagem realizada por Mansell na antiga Curva Peraltada.
No GP do México de 1990, Mansell disputava com Gerhard Berger o segundo lugar da corrida. Nas últimas voltas, o austríaco, então na McLaren, ultrapassou o britânico, que naquele ano corria pela Ferrari, mas Mansell retomou a posição de forma heroica ao ultrapassar Berger na Peraltada, e por fora. O desfecho do duelo foi uma das grandes ultrapassagens da F1 moderna.

### Outros Eventos Além do Automobilismo
A pista serve como o início e término da Maratona Internacional da Cidade do México, é usada em eventos de ciclismo e a parte interna tem construiu um estádio de beisebol (Foro Sol), que é a casa do Diablos Rojos do México do campeonato Mexicano, também servem como um anfiteatro em que você teve os maiores fenômenos musicais do mundo.

## Recordes da Pista
| Modalidade                                                   | Piloto             | Tempo                 | Data                |
| ------------------------------------------------------------ | ------------------ | --------------------- | ------------------- |
| Formula 1 - Classificação                                    | Nigel Mansell      | 1:16.346              | 1992                |
| Formula 1 - Corrida                                          | Nigel Mansell      | 1:16.788              | 1991                |
| A1 Grand Prix Qualifying                                     | Alex Yoong         | 1:26.490              | 2007                |
| Champ Car - Classificação                                    | Will Power         | 1:23.558              | 10 de Novembro 2007 |
| CART/Champ Car (IndyCar) Race (1980 Primera Copa Mexico 150) | Rick Mears         | 1h 16m 43sec          | 26 de outubro 1980  |
| NASCAR Nationwide Series - Classificação                     | Scott Pruett       | 1:27.458              | 2007                |
| NASCAR Nationwide Series - Corrida                           | Juan Pablo Montoya | 2 hrs. 45 min. 15 sec | 4 de março 2007     |

### Recordes na Formula 1 (Por Extensão de Pista)
| Extensão da Pista | Temporadas | Piloto        | Equipe           | Tempo           |
| ----------------- | ---------- | ------------- | ---------------- | --------------- |
| 4.304 km          | 2015       | Nico Rosberg  | Mercedes         | 1:20.521 (2015) |
| 5.000 km          | 1963-1970  | Jacky Ickx    | Brabham-Ford     | 1:43.050 (1969) |
| 4.421 km          | 1986-1992  | Nigel Mansell | Williams-Renault | 1:16.788 (1991) |

## Lista de Vencedores

### GPs de F1
| Ano                                                     | Vencedor                | Equipe              | Resumo   |
| ------------------------------------------------------- | ----------------------- | ------------------- | -------- |
| 2024                                                    | Carlos Sainz Jr.        | Ferrari             | Detalhes |
| 2023                                                    | Max Verstappen          | Red Bull-Honda RBPT | Detalhes |
| 2022                                                    | Max Verstappen          | Red Bull-RBPT       | Detalhes |
| 2021                                                    | Max Verstappen          | Red bull-Honda      | Detalhes |
| Corrida cancelada em 2020 devido à pandemia de COVID-19 |                         |                     |          |
| 2019                                                    | Lewis Hamilton          | Mercedes            | Detalhes |
| 2018                                                    | Max Verstappen          | Red Bull-TAG Heuer  | Detalhes |
| 2017                                                    | Max Verstappen          | Red Bull-TAG Heuer  | Detalhes |
| 2016                                                    | Lewis Hamilton          | Mercedes            | Detalhes |
| 2015                                                    | Nico Rosberg            | Mercedes            | Detalhes |
| Não houve de 1993 a 2014                                |                         |                     |          |
| 1992                                                    | Nigel Mansell           | Williams-Renault    | Detalhes |
| 1991                                                    | Riccardo Patrese        | Williams-Renault    | Detalhes |
| 1990                                                    | Alain Prost             | Ferrari             | Detalhes |
| 1989                                                    | Ayrton Senna            | McLaren-Honda       | Detalhes |
| 1988                                                    | Alain Prost             | McLaren-Honda       | Detalhes |
| 1987                                                    | Nigel Mansell           | Williams-Honda      | Detalhes |
| 1986                                                    | Gerhard Berger          | Benetton-BMW        | Detalhes |
| Não houve de 1971 a 1985                                |                         |                     |          |
| 1970                                                    | Jacky Ickx              | Ferrari             | Detalhes |
| 1969                                                    | Denny Hulme             | McLaren-Ford        | Detalhes |
| 1968                                                    | Graham Hill             | Lotus-Ford          | Detalhes |
| 1967                                                    | Jim Clark               | Lotus-Ford          | Detalhes |
| 1966                                                    | John Surtees            | Cooper-Maserati     | Detalhes |
| 1965                                                    | Richie Ginther          | Honda               | Detalhes |
| 1964                                                    | Dan Gurney              | Brabham-Climax      | Detalhes |
| 1963                                                    | Jim Clark               | Lotus-Climax        | Detalhes |
| 1962                                                    | Trevor Taylor Jim Clark | Lotus-Climax        | Detalhes |

### Por pilotos, equipes e países que mais venceram
|          |                  |                              |
| Vitórias | Pilotos          | Edições                      |
| 5        | Max Verstappen   | 2017, 2018, 2021, 2022, 2023 |
| 2        | Jim Clark        | 1963, 1967                   |
| 2        | Nigel Mansell    | 1987, 1992                   |
| 2        | Alain Prost      | 1988, 1990                   |
| 2        | Lewis Hamilton   | 2016, 2019                   |
| 1        | Dan Gurney       | 1964                         |
| 1        | Richie Ginther   | 1965                         |
| 1        | John Surtees     | 1966                         |
| 1        | Graham Hill      | 1968                         |
| 1        | Denny Hulme      | 1969                         |
| 1        | Jacky Ickx       | 1970                         |
| 1        | Gerhard Berger   | 1986                         |
| 1        | Ayrton Senna     | 1989                         |
| 1        | Riccardo Patrese | 1991                         |
| 1        | Nico Rosberg     | 2015                         |
| 1        | Carlos Sainz Jr. | 2024                         |

|          |            |                              |
| Vitórias | Construtor | Edições                      |
| 5        | Red Bull   | 2017, 2018, 2021, 2022, 2023 |
| 3        | Lotus      | 1963, 1967, 1968             |
| 3        | Mclaren    | 1969, 1988, 1989             |
| 3        | Williams   | 1987, 1991, 1992             |
| 3        | Mercedes   | 2015, 2016, 2019             |
| 3        | Ferrari    | 1970, 1990, 2024             |
| 1        | Brabham    | 1964                         |
| 1        | Honda      | 1965                         |
| 1        | Cooper     | 1966                         |
| 1        | Benetton   | 1986                         |

|          |                |                                                |
| Vitórias | País           | Edições                                        |
| 8        | Reino Unido    | 1963, 1966, 1967, 1968, 1987, 1992, 2016, 2019 |
| 5        | Países Baixos  | 2017, 2018, 2021, 2022, 2023                   |
| 2        | Estados Unidos | 1964, 1965                                     |
| 2        | França         | 1988, 1990                                     |
| 1        | Nova Zelândia  | 1969                                           |
| 1        | Bélgica        | 1970                                           |
| 1        | Áustria        | 1986                                           |
| 1        | Brasil         | 1989                                           |
| 1        | Itália         | 1991                                           |
| 1        | Alemanha       | 2015                                           |
| 1        | Espanha        | 2024                                           |

### Campeonato Mundial de Resistência
| Ano  | Piloto                           | Carro             | Equipe          |
| ---- | -------------------------------- | ----------------- | --------------- |
| 1989 | Jean-Louis Schlesser Jochen Mass | Sauber C9         | Sauber Mercedes |
| 1990 | Michael Schumacher Jochen Mass   | Mercedes-Benz C11 | Sauber Mercedes |
| 1991 | Keke Rosberg Yannick Dalmas      | Peugeot 905       | Peugeot Sport   |

### Champ Car
| 1980                         | Rick Mears         | Penske Cosworth    | Penske       |
| 1981                         | Rick Mears         | Penske Cosworth    | Penske       |
| 1982–2001: Não foi disputado |                    |                    |              |
| 2002                         | Kenny Bräck        | Lola Toyota        | Chip Ganassi |
| 2003                         | Paul Tracy         | Lola Ford-Cosworth | Forsythe     |
| 2004                         | Sébastien Bourdais | Lola Ford-Cosworth | Newman/Haas  |
| 2005                         | Justin Wilson      | Lola Ford-Cosworth | RuSPORT      |
| 2006                         | Sébastien Bourdais | Lola Ford-Cosworth | Newman/Haas  |
| 2007                         | Sébastien Bourdais | Panoz Cosworth     | Newman/Haas  |

## Vencedores da Grand-Am Rolex Sports Car Series
| Ano  | Piloto                       | Carro         | Equipe        |
| ---- | ---------------------------- | ------------- | ------------- |
| 2005 | Michael McDowell Memo Gidley | Riley BMW     | Finlay        |
| 2006 | Scott Pruett Luis Díaz       | Riley Lexus   | Chip Ganassi  |
| 2007 | Jon Fogarty Alex Gurney      | Riley Pontiac | Bob Stallings |
| 2008 | Jim Matthews Marc Goossens   | Riley Pontiac | Bob Stallings |

### NASCAR Nationwide Series
| Ano  | Piloto             | Equipe         | Marca/Construtor |
| ---- | ------------------ | -------------- | ---------------- |
| 2005 | Martin Truex, Jr.  | Dale Earnhardt | Chevrolet        |
| 2006 | Denny Hamlin       | Joe Gibbs      | Chevrolet        |
| 2007 | Juan Pablo Montoya | Chip Ganassi   | Dodge            |
| 2008 | Kyle Busch         | Joe Gibbs      | Toyota           |